# Emoční design v UX/UI

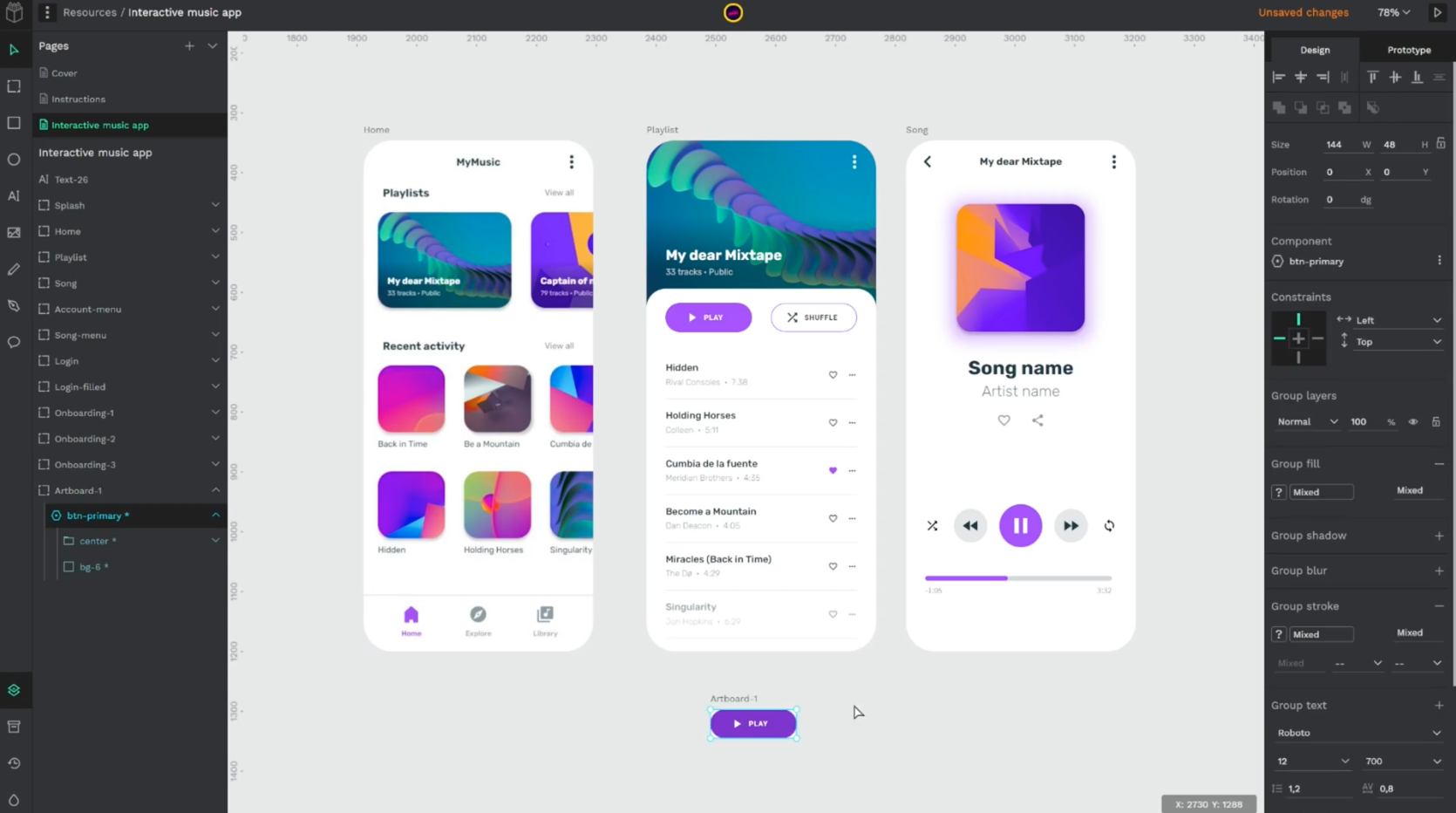
Uživatelské rozhraní mobilní aplikace v programu Figma

Emoční design je systém designu zaměřený na vytváření konceptů, které mají vyvolat emoce a vytvořit vztah mezi uživatelem a produktem. Zejména je patrný v oblasti UI (User Interface) a UX (User Experience) a je jedním z odvětví interakčního designu a zaměřuje se na prožitek a pocity uživatele. Propojuje funkčnost, estetiku a emocionální asociace spojené s produktem. Emoční design má hluboký vliv na uživatelskou zkušenost a ovlivňuje další rozhodování uživatele. Emoce jsou pro uživatele důležitější než samotná funkčnost.
Emoční design v UX a UI designu je důležitý, protože pomáhá vytvářet produkty, které nejsou pouze funkční, ale i emocionálně rezonují s uživateli. Skvěle navržený produkt, který vyvolává pozitivní emocionální odezvu, může zlepšit kognitivní schopnosti uživatele a posílit jeho vztah k produktu.

## Historie
Emoční design začal být výrazněji reflektován v oblasti UX s rostoucím důrazem na uživatele jako středobod procesu návrhu. Koncept vychází z pochopení, že emoce, které produkt vyvolává, ovlivňují nejen to, jak snadno jej uživatelé používají, ale také, zda si jej oblíbí a budou jej doporučovat. Tento přístup navazuje na tradiční uživatelský design, který se zaměřoval spíše na funkčnost než na estetiku či emocionální odezvu.
Už v počátcích designu se ale začaly objevovat názory, že produkty by neměly být pouze praktické, ale také krásné a smysluplné. Emoce spojené s používáním produktu totiž hrají klíčovou roli při utváření dlouhodobého vztahu uživatele k danému výrobku nebo službě.

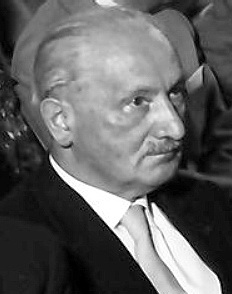
Martin Heidegger - německý fenomenologický filosof

### Heidegger jako filosof designu
Martin Heidegger (26. září 1889, Meßkirch – 26. května 1976, Freiburg im Breisgau), byl jeden z nejvlivnějších filosofů 20. století, který přispěl k pochopení propojení emocí a designu. Ve svých dílech zdůrazňoval pojem „bytí ve světě“ (Dasein), který popisuje, jak lidé interagují se světem kolem sebe. Tento koncept inspiroval designéry k vytváření produktů, které nejsou pouze funkční, ale také podporují hlubší emocionální propojení. Heideggerova myšlenka, že naše vztahy k objektům formují náš každodenní život, se ukázala jako zásadní pro rozvoj emočního designu.

### Vývoj v čase
S rozvojem technologií prošel emoční design významnou transformací. Průkopnické společnosti, jako Taylor, Ford nebo Toyota, přinesly inovativní přístupy, které kladly důraz nejen na výkonnost a efektivitu, ale také na estetiku a psychologický dopad. V moderní éře digitálních technologií se tyto principy dále rozvinuly – aplikace, webové stránky i zařízení dnes kladou větší důraz na emocionální odezvu uživatelů.

## Principy

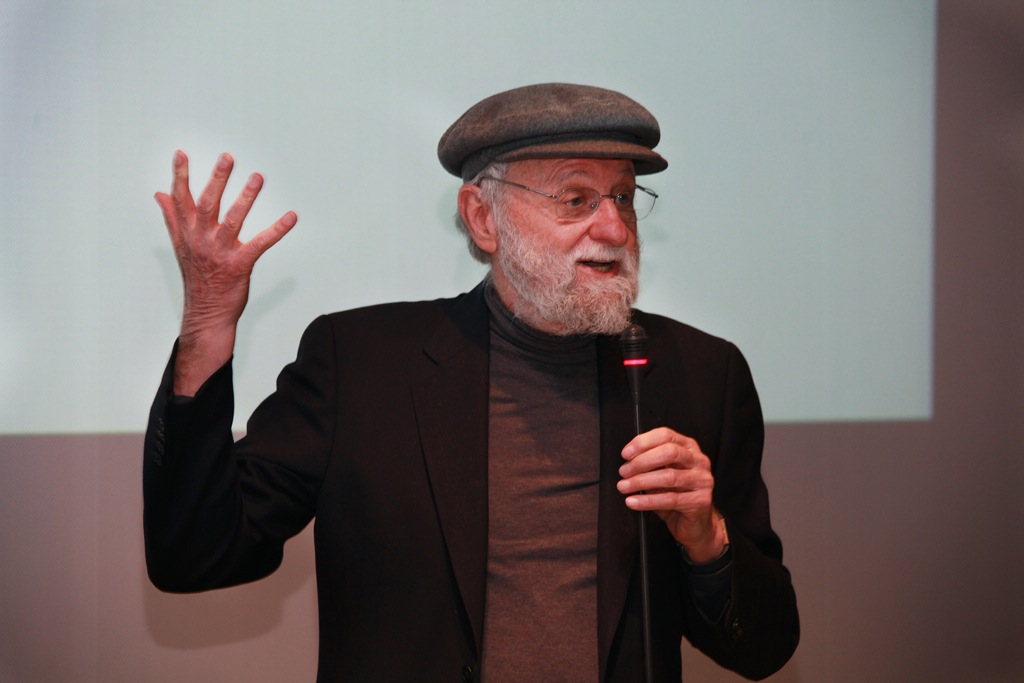
Donald Arthur Norman - americký badatel, profesor a autor

V emočním designu Donald Arthur Norman (25. prosince 1935, Spojené státy americké) rozlišuje tři úrovně emočního systému, které jsou následující: viscerální, behaviorální a reflexní úroveň. Každá z těchto ovlivňuje design svým vlastním specifickým způsobem.

### Viscerální úroveň
Viscerální design se zaměřuje na vzhled a vnímatelné vlastnosti objektu, jak na něj uživatel reaguje. Dnes je velká část vývoje produktů věnována viscerálnímu designu, protože většina produktů v kategorii nabízí podobné funkce, a povrchové aspekty pomáhají odlišit výrobek od konkurence. Tento design se soustředí na „branding“ – odlišení produktu na základě postojů, přesvědčení a emocí, které vyvolává. Toho se dosahuje použitím obrázků, barev, tvarů nebo stylů. Cílem je ovlivnit emoce uživatele a zlepšit uživatelský zážitek nebo splnit obchodní cíle.

### Behaviorální úroveň
Behaviorální design se zaměřuje na to, jak efektivně a přesně uživatelé dosahují svých cílů, jak rychle plní úkoly a jak snadno se přizpůsobí různým úrovním zkušeností. Tento design je snadno testovatelný, protože výkon lze měřit na základě interakcí s produktem. Příklady zahrnují snadnost volání na mobilu, psaní na klávesnici nebo hraní na herním ovladači. Klíčovým faktorem je, jak produkt usnadňuje dosažení cílů s minimálním úsilím, což vyvolává pozitivní emoce. Naopak, pokud produkt omezuje uživatele nebo ztěžuje dosažení cílů, mohou se objevit negativní pocity.

### Reflexní úroveň
Reflexivní design je nejvyšší úrovní emocionálního designu, kde se vědomě zaměřujeme na klady a zápory produktu a hodnotíme ho z racionálního pohledu. Tento design ovlivňuje naše chování na základě informací, které získáváme z okolí. Reflexivní úroveň zahrnuje nejen estetiku, ale i to, jak produkt ovlivňuje vnímání ostatními.

## Vztah k psychologii a emocím
Emoce v UX designu vznikají, když produkt oslovuje psychologické potřeby, jako jsou autonomie, způsobilost, bezpečí, stimulace, popularita, a další. Například při navrhování produktu pro starší uživatele, jako je domovní zvonek, designér zjistí, že bezpečnost je pro ně klíčová. Tento produkt musí tedy vyvolávat pocit bezpečí a spolehlivosti.
Psychologické potřeby jsou v UX designu naplňovány prostřednictvím vlastností produktu, jako je vzhled, zvuky, materiály nebo funkce. Například robustní vzhled produktu nebo přesný zvuk mohou uživatelům poskytnout pocit bezpečí, zatímco jiný produkt může cílit na potřebu stimulace nebo popularity.
Bez pochopení těchto psychologických potřeb a jejich adresování pomocí produktu je těžké vytvořit silný a cílený uživatelský zážitek. Designér by měl být schopen navrhnout produkt, který nejen plní funkce, ale také odpovídá emocionálním potřebám uživatelů, čímž vytváří silnou emocionální odezvu a posiluje vztah mezi uživatelem a produktem.

## Techniky emočního designu
Emoční design v praxi umožňuje vytvářet produkty, které nejen dobře fungují, ale také vzbuzují pozitivní emoce a zlepšují celkový dojem uživatelů. Níže jsou uvedeny klíčové techniky, které designéři využívají k dosažení těchto cílů:

### Použití barev, typografie a vizuálních prvků
Barvy mají významný vliv na emoce uživatelů. Například jemné pastelové odstíny často vyvolávají pocit klidu, zatímco živé barvy jako červená či oranžová stimulují energii. Typografie může rovněž přispět k emocionálnímu dojmu – elegantní písmo působí profesionálně, zatímco ručně psané fonty navozují osobnější pocit.

### Role animací a mikrointerakcí
Animace a mikrointerakce jsou důležitými nástroji pro zlepšení uživatelského zážitku. Jednoduché prvky, jako je jemné přecházení tlačítek při najetí kurzorem nebo animace při načítání stránky, mohou zlepšit celkový dojem z interakce. Tyto prvky nejen zaujmou, ale také pomáhají uživatelům orientovat se v rozhraní.

### Gamifikace a personalizace
Gamifikace je technika, která využívá herní prvky, jako jsou odznaky, bodové systémy nebo výzvy, k zapojení uživatelů. Personalizace pak umožňuje, aby uživatelské rozhraní odpovídalo konkrétním preferencím a potřebám uživatele. Příkladem je možnost upravit si vzhled aplikace podle vlastního vkusu nebo dostávat personalizovaná doporučení na základě předchozího chování.